# 朝辉街道
朝辉街道是中华人民共和国吉林省通化市辉南县下辖的一个街道办事处。

## 行政区划
朝辉街道下辖以下村级行政区划单位：
工农社区、惠民社区、富强社区、花园社区。